# Greg Nemisz
Greg Nemisz (né le 5 juin 1990 à Courtice, dans la province de l'Ontario au Canada) est un joueur professionnel canadien de hockey sur glace devenu entraîneur.

## Carrière de joueur
Choix de 1er tour des Flames de Calgary lors du repêchage de Repêchage d'entrée dans la LNH 2008, il remporte à deux reprises la Coupe J.-Ross-Robertson et la Coupe Memorial en 2009 et 2010 avec son équipe junior des Spitfires de Windsor. Il participe avec l'équipe LHO à la Super Serie Subway en 2008 et 2009.
Le 30 décembre 2013, il est échangé aux Hurricanes de la Caroline en retour de Kevin Westgarth.

## Statistiques
| Saison     | Équipe                | Ligue          |    | Saison régulière | Saison régulière | Saison régulière | Saison régulière | Saison régulière |   | Séries éliminatoires | Séries éliminatoires | Séries éliminatoires | Séries éliminatoires | Séries éliminatoires |
| Saison     | Équipe                | Ligue          | PJ | B                | A                | Pts              | Pun              | PJ               | B | A                    | Pts                  | Pun                  |                      |                      |
| 2006-2007  | Spitfires de Windsor  | LHO            | 62 | 11               | 23               | 34               | 23               | -                | - | -                    | -                    | -                    |                      |                      |
| 2007-2008  | Spitfires de Windsor  | LHO            | 68 | 34               | 33               | 67               | 52               | 5                | 2 | 1                    | 3                    | 8                    |                      |                      |
| 2008-2009  | Spitfires de Windsor  | LHO            | 65 | 36               | 41               | 77               | 48               | 20               | 8 | 12                   | 20                   | 22                   |                      |                      |
| 2009       | Spitfires de Windsor  | Coupe Memorial | -  | -                | -                | -                | -                | 6                | 1 | 6                    | 7                    | 2                    |                      |                      |
| 2009-2010  | Spitfires de Windsor  | LHO            | 51 | 34               | 36               | 70               | 50               | 15               | 2 | 10                   | 12                   | 12                   |                      |                      |
| 2010       | Spitfires de Windsor  | Coupe Memorial | -  | -                | -                | -                | -                | 4                | 1 | 4                    | 5                    | 2                    |                      |                      |
| 2010-2011  | Heat d'Abbotsford     | LAH            | 68 | 14               | 19               | 33               | 28               | -                | - | -                    | -                    | -                    |                      |                      |
| 2010-2011  | Flames de Calgary     | LNH            | 6  | 0                | 1                | 1                | 0                | -                | - | -                    | -                    | -                    |                      |                      |
| 2011-2012  | Heat d'Abbotsford     | LAH            | 51 | 13               | 16               | 29               | 29               | 8                | 2 | 4                    | 6                    | 4                    |                      |                      |
| 2011-2012  | Flames de Calgary     | LNH            | 9  | 0                | 0                | 0                | 0                | -                | - | -                    | -                    | -                    |                      |                      |
| 2012-2013  | Heat d'Abbotsford     | LAH            | 55 | 3                | 7                | 10               | 34               | -                | - | -                    | -                    | -                    |                      |                      |
| 2013-2014  | Heat d'Abbotsford     | LAH            | 32 | 5                | 4                | 9                | 9                | -                | - | -                    | -                    | -                    |                      |                      |
| 2013-2014  | Checkers de Charlotte | LAH            | 14 | 3                | 8                | 11               | 4                | -                | - | -                    | -                    | -                    |                      |                      |
| 2014-2015  | Checkers de Charlotte | LAH            | 21 | 8                | 6                | 14               | 6                | -                | - | -                    | -                    | -                    |                      |                      |
| Totaux LNH | Totaux LNH            | Totaux LNH     | 15 | 0                | 1                | 1                | 0                | -                | - | -                    | -                    | -                    |                      |                      |

## Trophées et honneurs personnels
- 2009 : remporte la Coupe Memorial avec les Spitfires de Windsor